# Съдии на Световното първенство по футбол 2010
 Халил Ал Гамди
 Равшан Ирматов
 Субкидин Мод Сале
 Юичи Нишимура
 Мохамед Бенуза
 Коман Кулибали
 Джероум Деймън
 Еди Майет
 Жоел Агуияр
 Бенито Арчундия
 Карлос Батрес
 Марко Родригес
 Карлос Амарила
 Хектор Балдаси
 Хорхе Ларионда
 Пабло Позо
 Оскар Руис
 Карлос Симон
 Майкъл Хестър
 Питър О'Лиъри
 Олегарио Бенкуеренча
 Масимо Бусака
 Франк Де Блеекере
 Мартин Хансон
 Виктор Кашаи
 Стефан Ланоа
 Роберто Росети
 Волфганг Щарк
 Алберто Ундиано Майенко
 Хауърд Уеб